# Palatinat du Rhin
Pour les articles homonymes, voir Palatinat et Kurpfalz (région).
Ne doit pas être confondu avec Palatinat rhénan.
1085-–1803
Entités précédentes :
- Lotharingie

Entités suivantes :
- Royaume de Bavière

Le palatinat du Rhin, ou encore, en forme longue, le comté palatin du Rhin (en allemand : Pfalzgrafschaft bei Rhein ou plus simplement Rheinpfalz), était un État du Saint-Empire romain qui joua un rôle majeur dans l'histoire de l'Allemagne. Issu des droits souverains des comtes palatins de Lotharingie vers 1085, il fut élevé à l'électorat palatin (Kurfürstentum Pfalz ou plus simplement Kurpfalz) par la Bulle d’or promulguée par l’empereur Charles IV en 1356, confirmant les comtes palatins du Rhin de la maison de Wittelsbach au statut de prince-électeur – l'une des sept principautés du Saint-Empire investies d'une fonction élective au trône impérial.
En 1623, pendant la guerre de Trente Ans, l'électeur protestant Frédéric V du Palatinat, élu roi de Bohême est vaincu par les troupes de l'empereur Ferdinand II, perdit la dignité électorale lorsque son cousin le duc Maximilien Ier de Bavière, chef de la branche catholique des Wittelsbach, reçut ses terres en remerciement des services rendus aux Habsbourg. À la suite de la paix de Westphalie, en 1648, une nouvelle et huitième dignité électorale fut créée pour le fils de Frédéric V, Charles Ier Louis. Après l'extinction, en 1777, de la branche bavaroise des Wittelsbach, les deux électorats furent réunis sous l'État de Palatinat-Bavière, précurseur du royaume de Bavière.

## Géographie

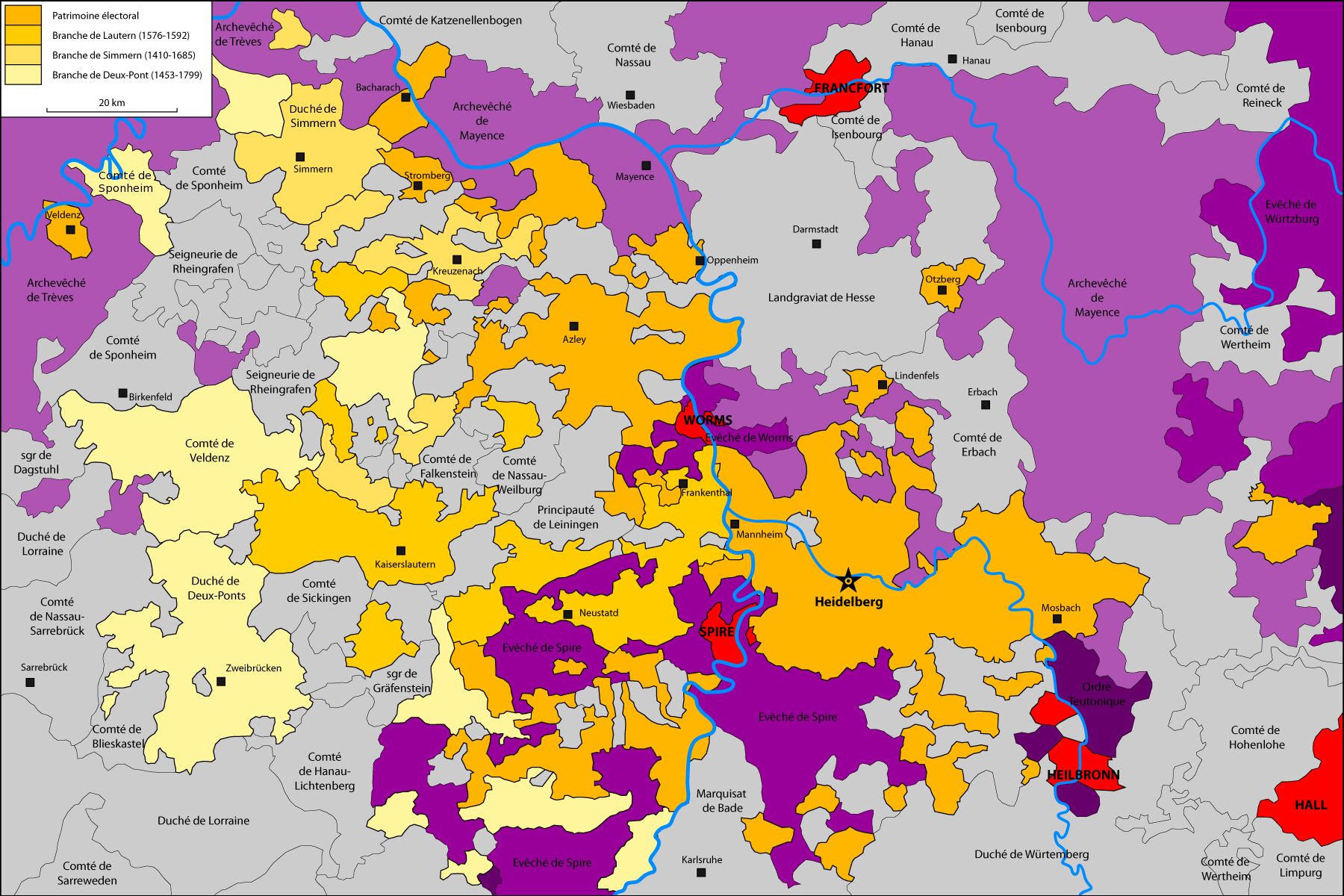
Carte du Palatinat du Rhin (en jaune).

Le territoire fragmenté des comtes palatins, aussi connu sous le nom de Bas-Palatinat ou de Palatinat inférieur, était situé de part et d'autre du Rhin Supérieur s'étendant entre la région du Kraichgau au sud et l'embouchure de la Moselle au nord. Il avait pour limites :
- au sud-ouest, le comté de Deux-Ponts, le duché de Lorraine et l'Alsace (et comprenait le bailliage de Seltz de 1418 à 1766) ;
- au nord et à l'est, le comté de Veldenz et les électorats de Trèves et de Mayence ;
- au nord-est, de l'autre côté du Rhin, le comté de Katzenelnbogen ;
- au sud-est, le margraviat de Bade et le duché de Wurtemberg.

Il avait dans sa plus grande largeur 125 km, et sa capitale était Heidelberg sur Neckar, puis Mannheim. Une principale autre ville était Frankenthal.
Son territoire s'étendait sur les actuels länder de Bade-Wurtemberg, de Hesse, de Rhénanie-Palatinat, de Sarre, sur les départements de la  Moselle et du Bas-Rhin.

## Histoire
Cet État doit son origine à l'office des comtes palatins remontant à l'ère des Mérovingiens, dont l'activité principale reposait initialement sur les domaines autour de la cour au palais d'Aix-la-Chapelle. Au Xe siècle, les souverains de la Francie orientale établissaient des comtes palatins dans les duchés ethniques, pour y représenter l'autorité royale. Selon le texte du Miroir des Saxons, les duchés de Bavière, de Lotharingie, de Saxe et de Souabe ont eu un comte palatin. En Lotharingie, dans le domaine de l'ancien duché ripuaire, le poste a été attribué à la dynastie des Ezzonides en tant que successeurs des Conradiens depuis 985. Résidant à Siegburg et au château de Tomburg près de Rheinbach, les descendants du comte palatin Hermann Ier de Lotharingie († 996) exercaient la fonction par succession héréditaire. Dans les conflits avec les puissants archevêques de Cologne, ils ont déplacé leur autorité en amont du Rhin vers le sud-est ; en 1060, le comte palatin Henri Ier de Lotharingie a été chassé de Siegburg par l'archevêque Annon II de Cologne.

### Comtes palatins du Rhin
Après l'extinction de la lignée des Ezzonides à la mort du comte palatin Hermann II en 1085, le comte Henri II de Laach épousa sa veuve et héritière Adélaïde de Weimar-Orlamünde ; il devient le premier « comte palatin du Rhin », confirmé par l'empereur Henri IV. Henri II et Adélaïde ont fondé l'abbaye de Maria Laach en 1093. Le fils d'Adélaïde, Siegfried de Ballenstedt, issu de la maison d'Ascanie, a succèdé à Henri en 1095. À la mort de son fils Guillaume en 1140, un conflit éclate : son beau-père le comte Otto Ier de Salm fut renversé par le roi Conrad III de Hohenstaufen qui a nommé Henri II de Babenberg, fils du margrave Léopold III d'Autriche, comte palatin. Après avoir reçu le margraviat d'Autriche, il renonça au palatinat en faveur de Hermann, comte de Stahleck, un beau-frère du roi Conrad. Le hériter d'Otto Ier de Salm, son fils Otto II, a été le premier dans le combat pour le contrôle du palatinat contre Hermann mais il tombe entre ses mains et il est étranglé en 1149 au château Schönburg.
À la mort de Hermann de Stahleck en 1156, le palatinat du Rhin fut concédé en fief à Conrad de Hohenstaufen, un demi-frère de l'empereur Frédéric Barberousse, ce qui a contribué à l'accès de l'État. Une fois comte palatin, Conrad déplaça sa résidence de Stahleck vers le château de Heidelberg ; la ville au-dessous fut mentionnée pour la première fois en 1196. Sous le règne de la maison de Hohenstaufen, le territoire du palatinat a agrandi avec l'acquisition du patrimoine de la dynastie franconienne au mont Tonnerre, à la forêt palatine, à la Bergstrasse et au Kraichgau ; le comte palatin a acquis également le bailliage du diocèse de Worms et de l'abbaye de Lorsch. La fille de Conrad, Agnès de Staufen, avait secrètement épousé Henri de Brunswick, le fils du duc Henri le Lion ; par ce fait, le palatinat passa aux mains de la dynastie hostile des Welf en 1195. Seulement après que le fils de Henri, Henri V du Palatinat, est décédé en 1214, le roi Frédéric II a pu céder le fief à nouveau.

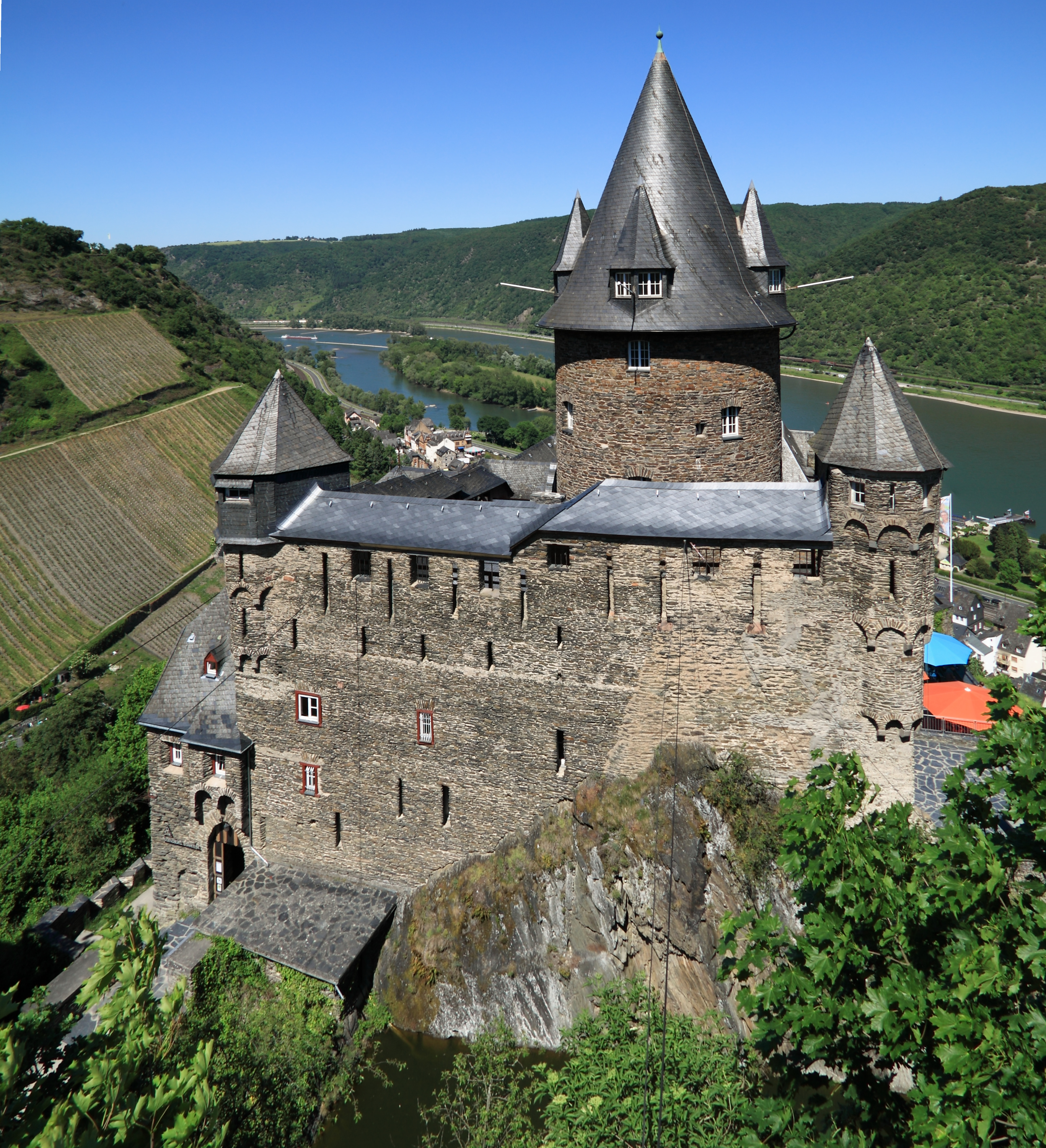
Le château Stahleck.
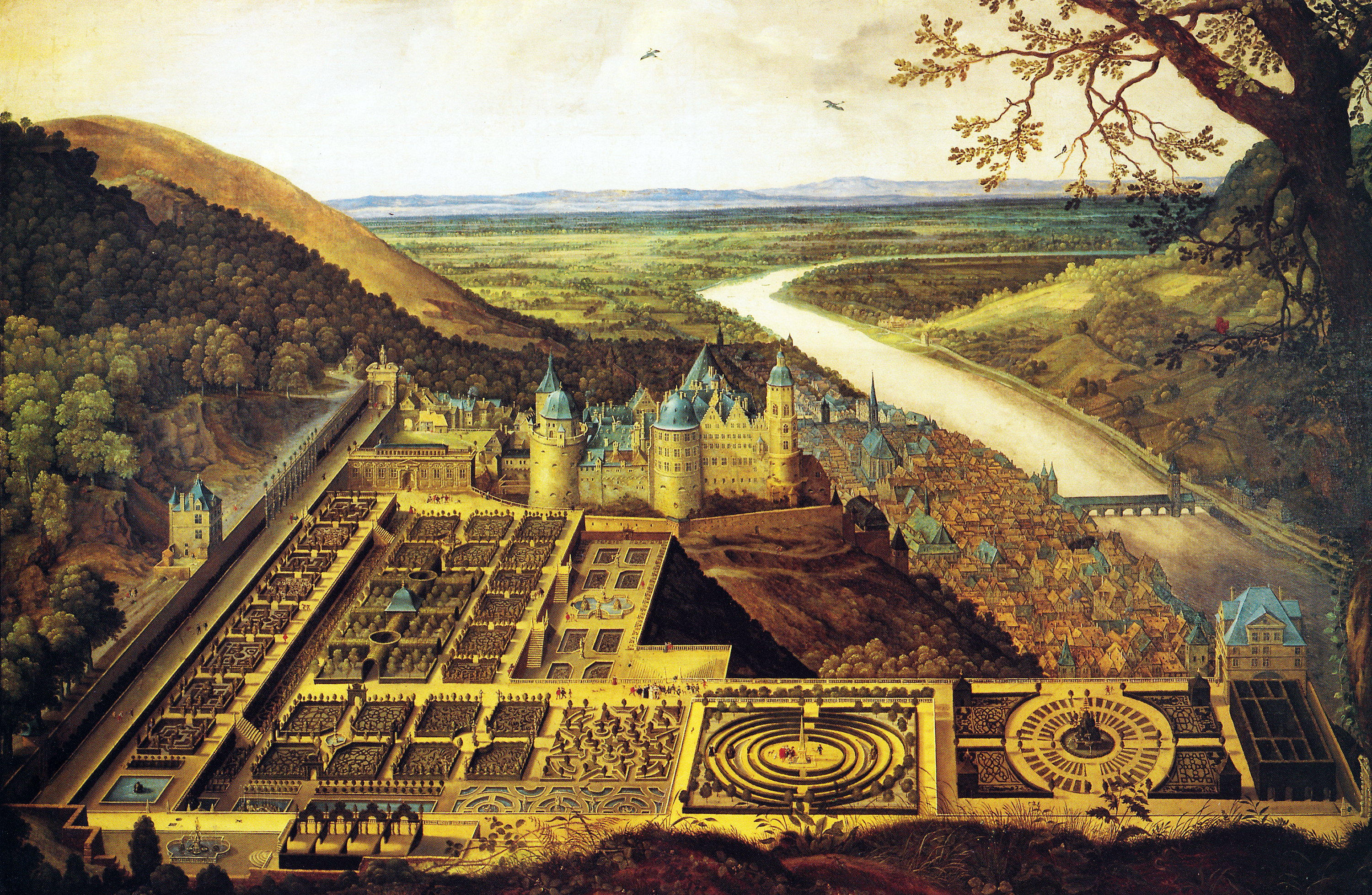
Le château de Heidelberg.

### L'ascension des Wittelsbach

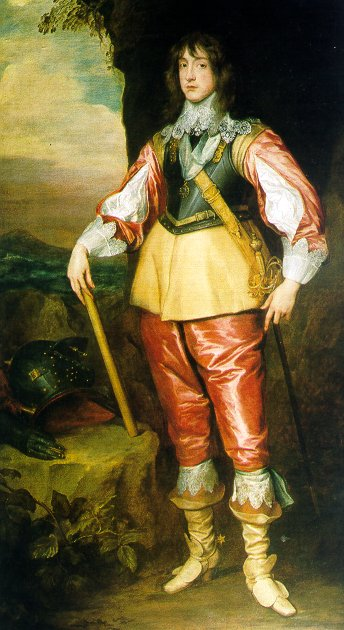
Portrait de Charles I^{er} Louis du Palatinat
par Antoine van Dyck, 1637.
Collection privée.

À partir de 1214 et jusqu'en 1918, le palatinat du Rhin, après s'être transmis de dynastie en dynastie, fut durant sa plus longue période la possession de la maison de Wittelsbach : Louis de Kelheim, duc de Bavière, reçut le titre et le Palatinat pour sa fidélité à Frédéric II. Pendant longtemps, la maison de Wittelsbach réunit la Bavière et le Palatinat, mais en 1294, elle forma deux lignes :
- branche aînée dite Rodolphine, issue de Rodolphe de Bavière, à qui resta le palatinat du Rhin. Cette branche palatine réunit les deux héritages (Bavière et Palatinat) à l'extinction de la branche cadette en 1777.
- branche cadette, dite Ludovicienne, issue de Louis, qui eut la Bavière et, depuis 1621, le Haut-Palatinat. Cette ligne s'est éteinte en 1777.

Le comte palatin était en dignité le premier électeur de l'empire ; dignité qu'il conserva malgré sa conversion au protestantisme. Néanmoins, ayant ouvertement pris parti contre l'empereur en soutenant les Tchèques révoltés (1619), la dignité électorale lui fut ôtée pendant la guerre de Trente Ans (de 1623 à 1648), après les batailles de Prague et de Wimpfen, et fut confiée au chef de la ligne ludovicienne des Wittelsbach, Maximilien Ier, duc de Bavière, chef catholique des armées impériales. À la paix de Westphalie, le duc de Bavière fut maintenu comme électeur, mais un huitième électorat fut créé pour redonner cette dignité au comte palatin. L'électeur palatin, anciennement archi-sénéchal de l'Empire, devint alors archi-trésorier. En dignité il passait de la première place à la dernière...

### Guerres du Palatinat
Le Palatinat, qui avait déjà beaucoup souffert durant la guerre de Trente Ans, fut le théâtre de combats (1665-1669) entre l'armée de Charles IV duc de Lorraine soutenue par les électeurs de Mayence, Cologne et Trèves et celle de l'électeur Palatin, Charles-Louis Ier du Palatinat.
Afin de repeupler le Palatinat qui avait énormément souffert pendant la guerre de trente ans, l'électeur Palatin, Charles-Louis usa avec rigueur d'un ancien droit féodal, le droit de Wildfang (ou Wildfangiat). Si ce procédé lui permet de repeupler ses villes et campagnes, c'est au détriment de ses voisins. Ce qui provoqua la colère des électeurs de Mayence, Trêves et de Cologne qui obtinrent gain de cause une première fois à la Diète de Ratisbonne en 1663 puis auprès de l'empereur le 11 février 1665. Sans résultat. L'électeur de Mayence lance alors les hostilités, appuyé militairement par Charles IV de Lorraine. Le duc de Lorraine en tant que souverain du comté de Falkenstein peut légitimement intervenir mais, s'il intervient, c'est avant tout pour justifier le maintien de son armée que Louis XIV lui avait expressément ordonner de licencier.

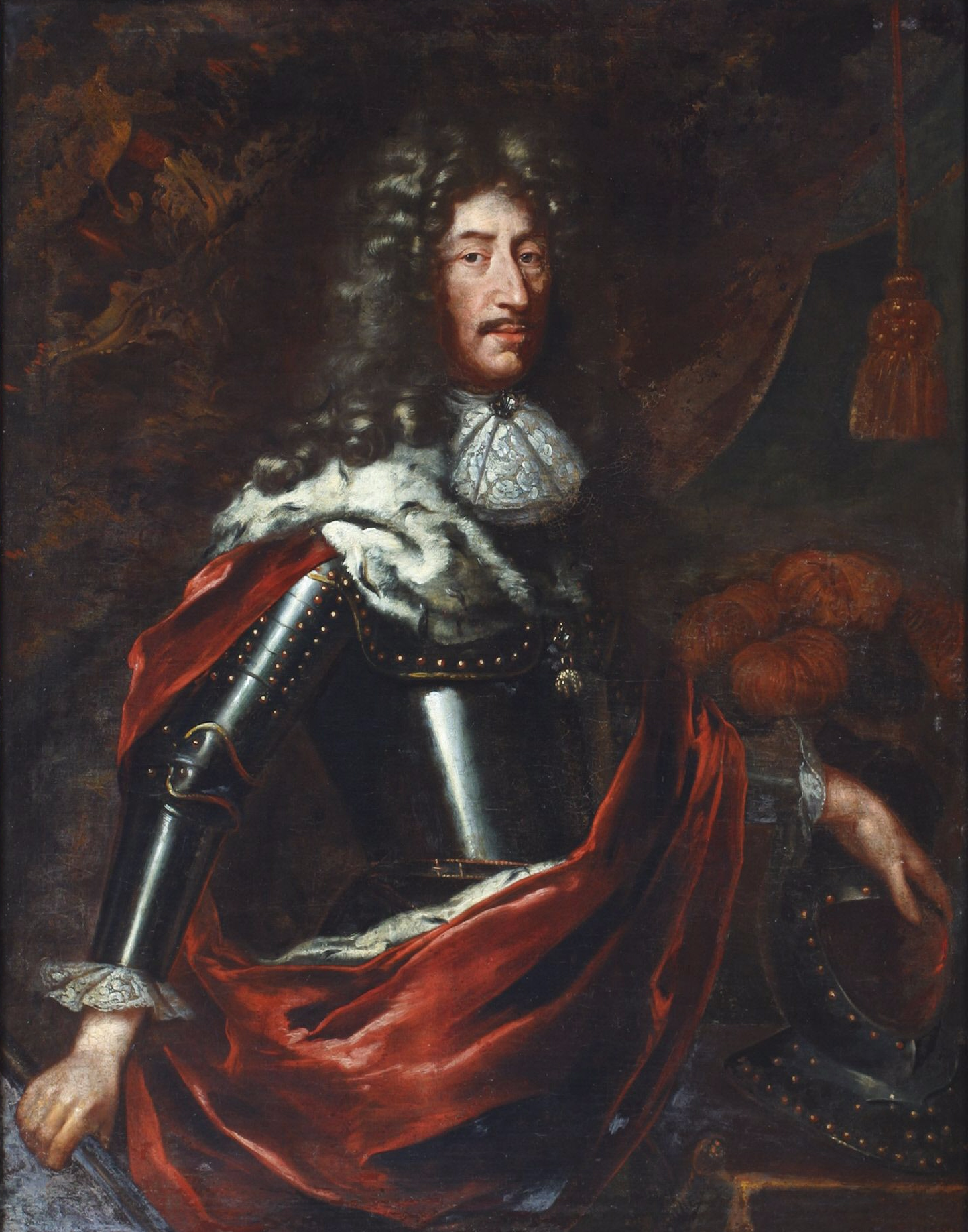
L'Électeur Philippe-Guillaume dont les enfants accaparèrent les trônes de l'Europe catholique.

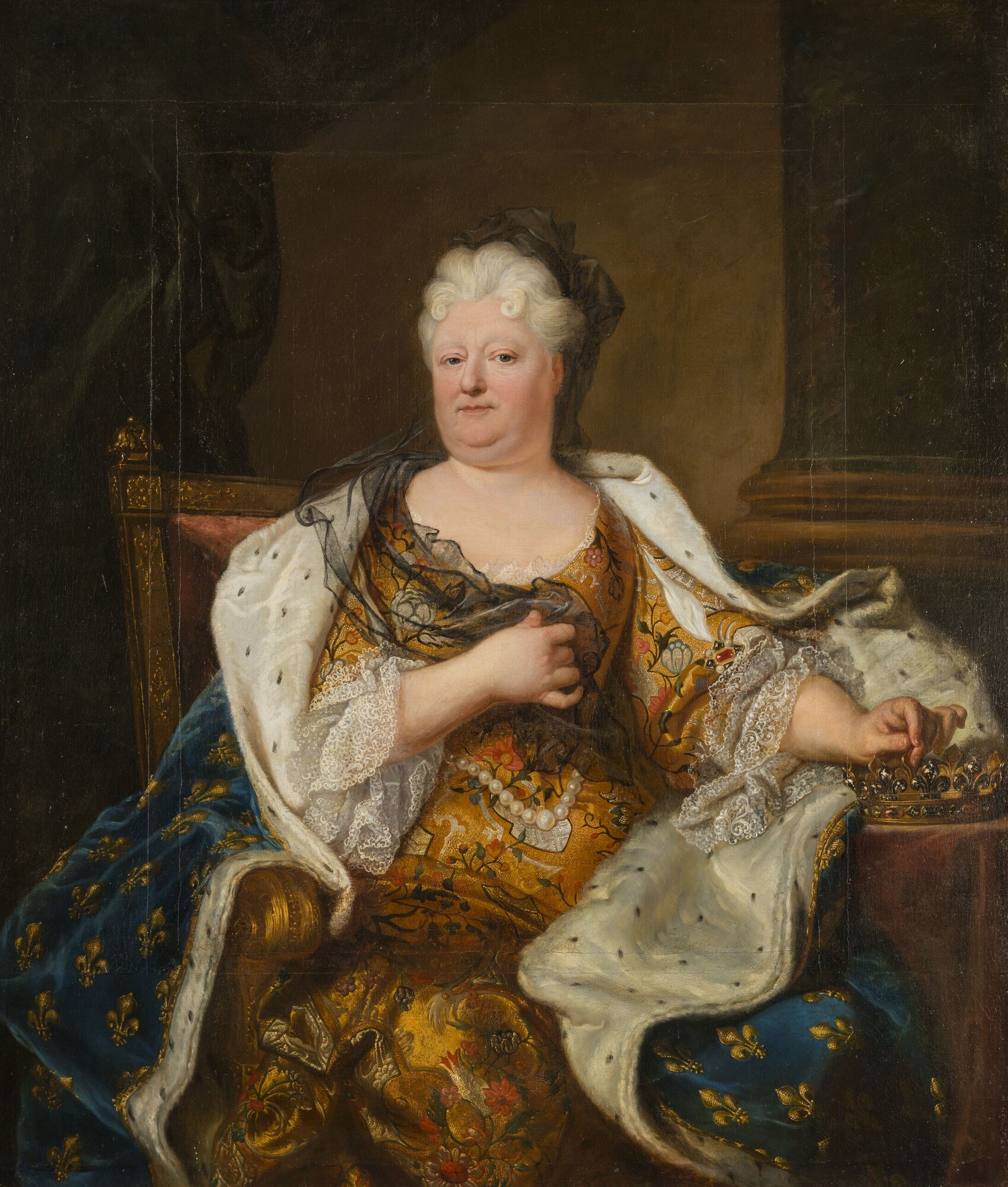
Dernière représentante de la branche de Simmern, la duchesse d'Orléans servit à son grand désespoir de prétexte aux malheurs de sa patrie.

Après le ravage du Palatinat (1674), la guerre de la Ligue d'Augsbourg éclata en 1688 à l'occasion des droits que Louis XIV fit valoir sur la plus grande partie du Palatinat, au nom de sa belle-sœur, la princesse Palatine, sœur du dernier électeur palatin Charles II, décédé sans descendance en 1685. Le roi de France avait pour adversaire Philippe-Guillaume de Neubourg-Wittelsbach, héritier en tant que comte palatin de Neubourg, et beau-père de l'empereur. Le Dauphin conquit le Palatinat en moins de deux mois.
En septembre 1688, l'armée française du Rhin pénètre sans déclaration de guerre formelle sur les hauteurs dominant le Palatinat et sur la rive gauche du Rhin, et s'enfonce jusqu'en Bade. Les villes de Heilbronn, Heidelberg et Mannheim (le 10 novembre) sont enlevées et les fortifications de Philippsburg sont prises d'assaut. La forteresse capitula le 30 octobre après 32 jours de résistance.
Pforzheim était occupée depuis le 10 octobre. Le général de Mélac stationne ses troupes à Heilbronn sous les ordres du maréchal Joseph de Montclar. Depuis Heilbronn, il ravage les pays environnants, y compris Donauwörth, Marbach-am-Neckar et Schorndorf. Sur la fin de l'année, il s'empara de Heidelberg, capitale de l'électorat de Palatinat, qui tomba le 2 mars 1689, et de plusieurs bourgs le long du Neckar, dont Ladenburg.

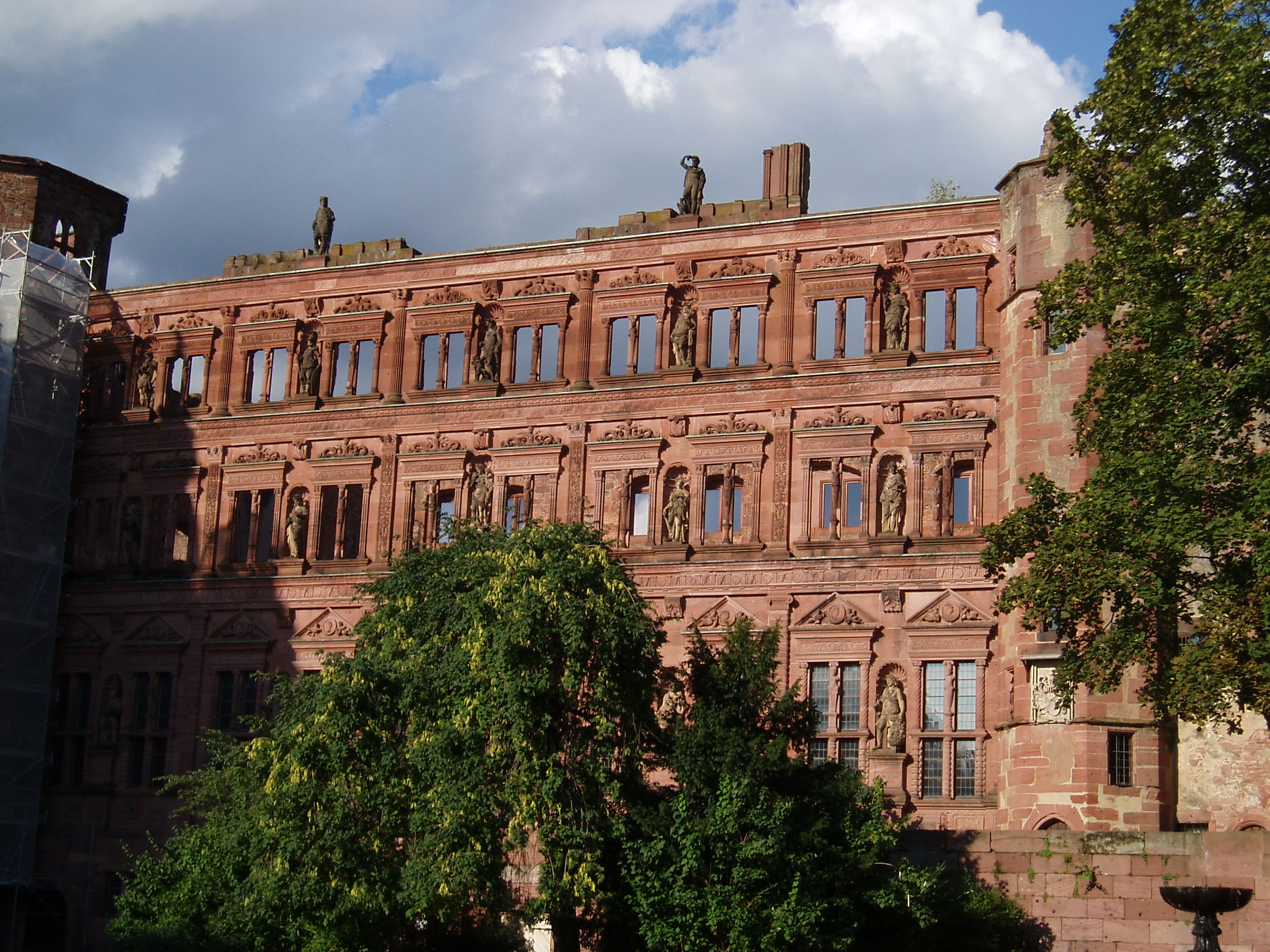
Façade du palais des princes-électeurs à Heidelberg mis à sac par les troupes françaises.

L'année suivante, 1689, le maréchal de Duras, par l'ordre de Louvois, exerça dans cette contrée d'épouvantables ravages connus sous le nom de sac du Palatinat, qui excitèrent l'indignation de l'Europe et provoquèrent contre Louis XIV une nouvelle coalition.
La campagne s'ouvre sur l'incendie de Pforzheim le 21 janvier. Le 16 février les troupes françaises commandées par Mélac et le comte de Tessé, obéissant aux instructions du ministre de la guerre Louvois, prirent le château d'Heidelberg et le 2 mars la ville elle-même fut incendiée (les habitants parvinrent cependant à éteindre la plupart des foyers, ce qu'un monument commémore aujourd'hui). Le 8 mars ce fut le tour de Mannheim puis de Frankenthal, Worms, Spire et d'autres bourgs de la rive droite du Rhin. Le 31 mai, le général de Mélac fit bombarder le fort de Landskrone et la ville d'Oppenheim. Sur la rive droite du Rhin, les villes de Bretten, Maulbronn, Pforzheim, Baden-Baden etc. connurent le même sort, bien qu'il ne soit pas plausible que Mélac ait pris part à toutes ces opérations. On estime que dans le cas de Pforzheim, Mélac, en tant qu'officier général, fut directement responsable du bombardement de la ville le 10 août et de l'incendie de la ville le lendemain.
Le traité de Ryswick en 1697 redonna à Jean-Guillaume de Neubourg-Wittelsbach, fils de Philippe-Guillaume, la paisible possession de ses États.

### XVIIIesiècle

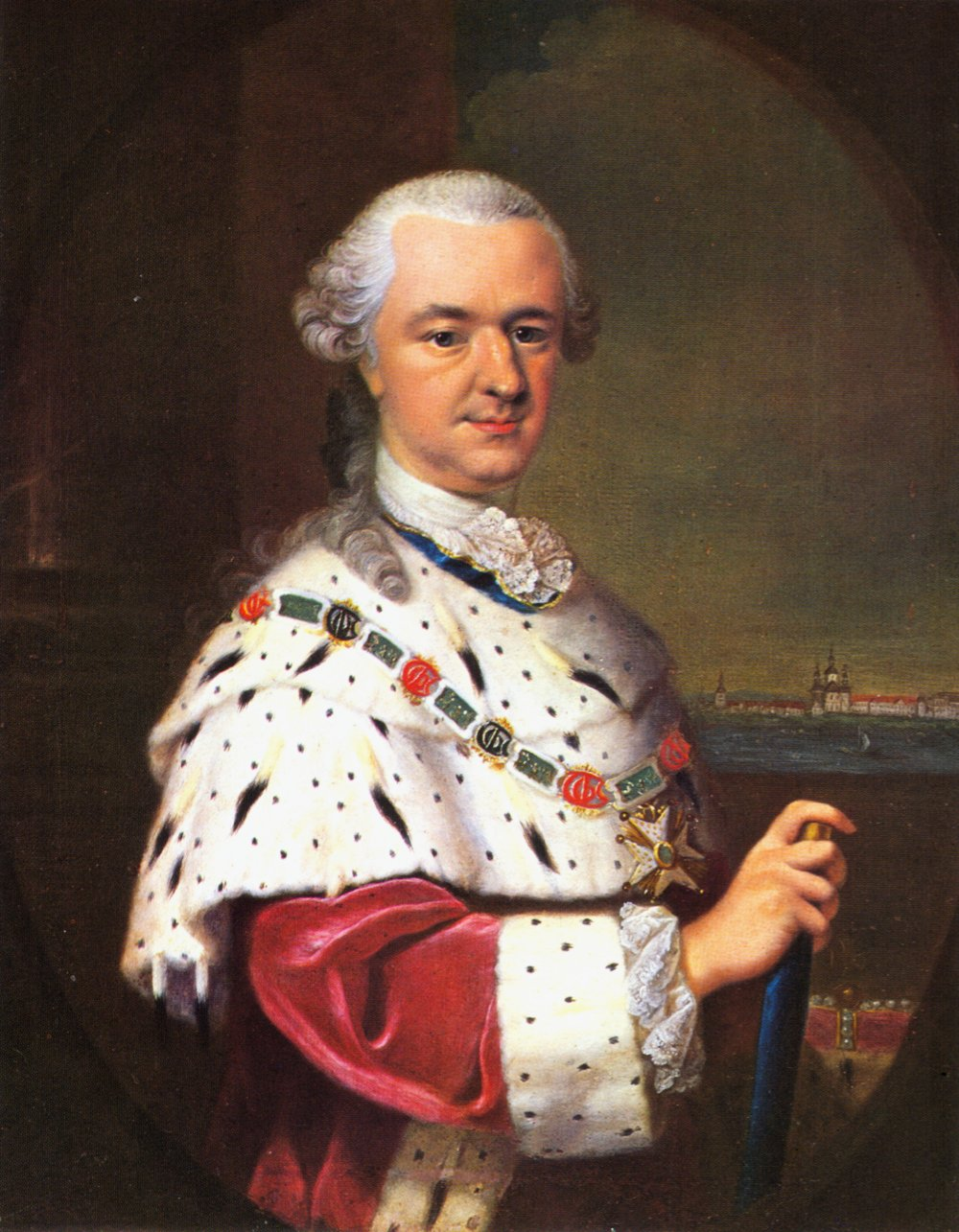
L'électeur Charles-Théodore (XVIIIe siècle, musée du Palatinat de la ville de Heidelberg).

La lignée de Neubourg, qui transporta la capitale de Heidelberg à Mannheim en 1720, dura jusqu'en 1742, date à laquelle elle s'éteignit. Le Palatinat fut hérité par le duc Charles Théodore de Soulzbach, qui hérita également en 1777 de l'électorat de Bavière. Sans enfant, il se remaria tardivement avec l'archiduchesse Marie-Léopoldine de Modène qui refusa de consommer son mariage avec un mari de 52 ans son aîné. À sa mort, l'électeur laissa ses États à Maximilien Joseph, duc de Deux-Ponts, qui devint le premier roi de Bavière en 1806.

### XIXeetXXesiècles
Le Palatinat fut dissous pendant les guerres de la Révolution : la rive gauche du Rhin fut occupée, incluse dans la République cisrhénane, puis annexée en 1801 par le traité de Lunéville (pour former le département du Mont-Tonnerre avec Mayence pour chef-lieu), tandis que la rive droite avec Mannheim fut donnée au margraviat de Bade, devenu grand-duché de Bade en 1806.
Aux congrès de Vienne de 1814 et de 1815, la rive gauche du Rhin fut augmentée d'autres territoires (dont la principauté épiscopale de Spire) et revint aux Wittelsbach pour faire partie du royaume de Bavière : à partir de cette date, c'est cette région qui fut désignée sous le nom de Palatinat, Palatinat rhénan ou Bavière rhénane. Elle ne fut séparée de la Bavière qu'après la Seconde Guerre mondiale pour faire partie du nouveau land de Rhénanie-Palatinat, avec les parties de la Prusse rhénane et la Hesse-Darmstadt (Hesse rhénane) situées sur la rive gauche du Rhin.

#### Les châteaux de la maison palatine deWittelsbach

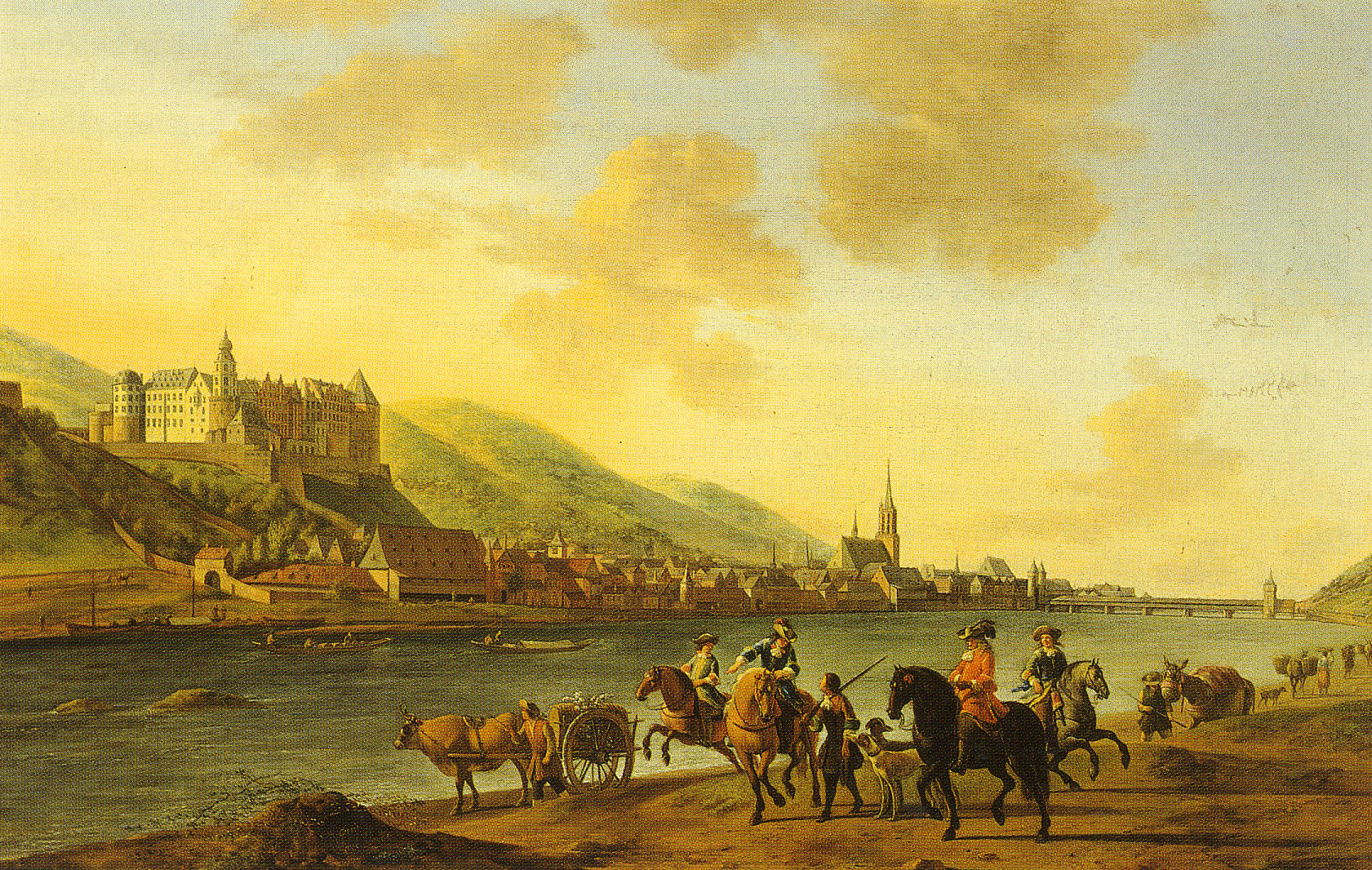
Château de Heidelberg (1670).
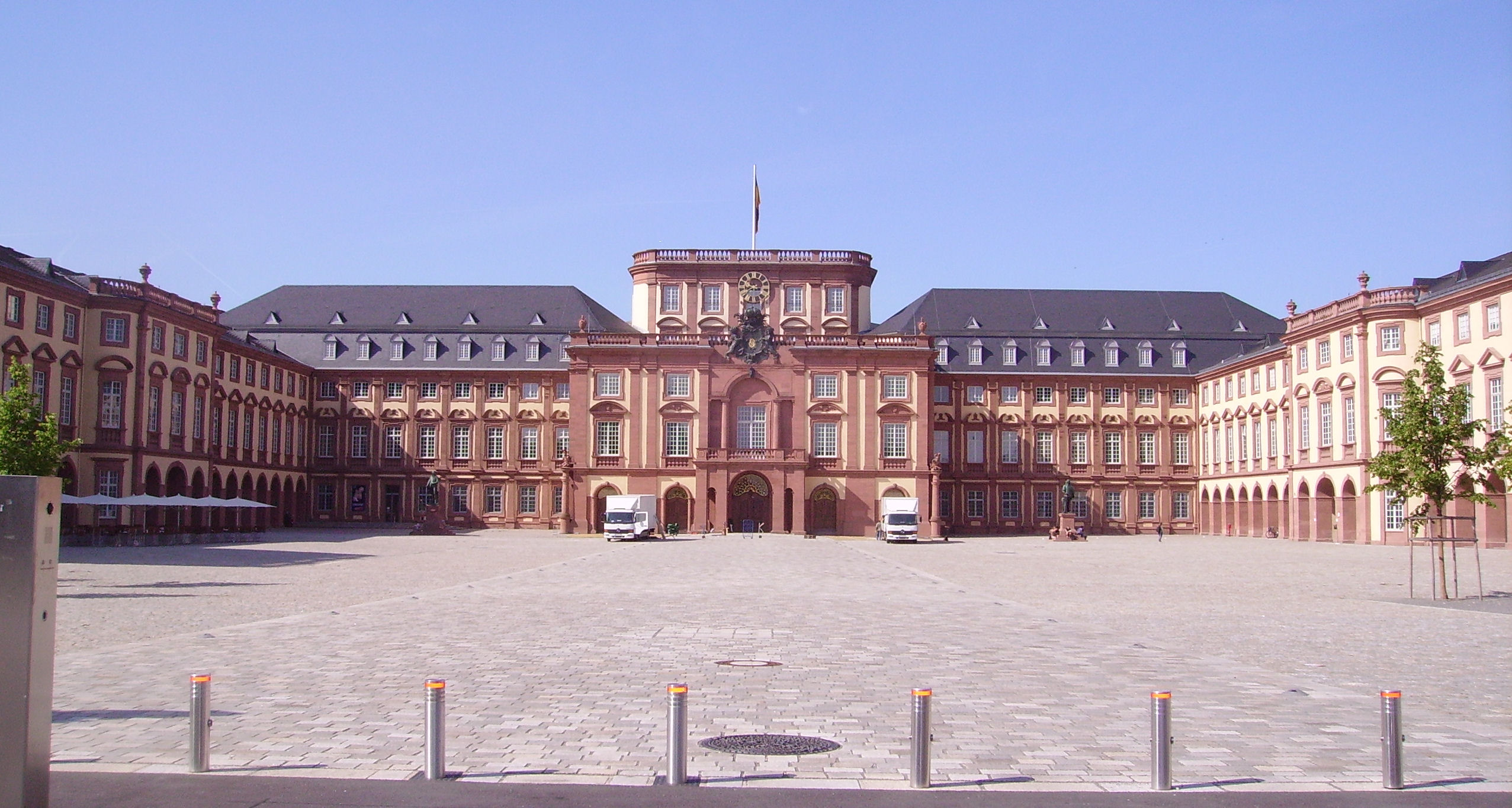
Château de Mannheim.
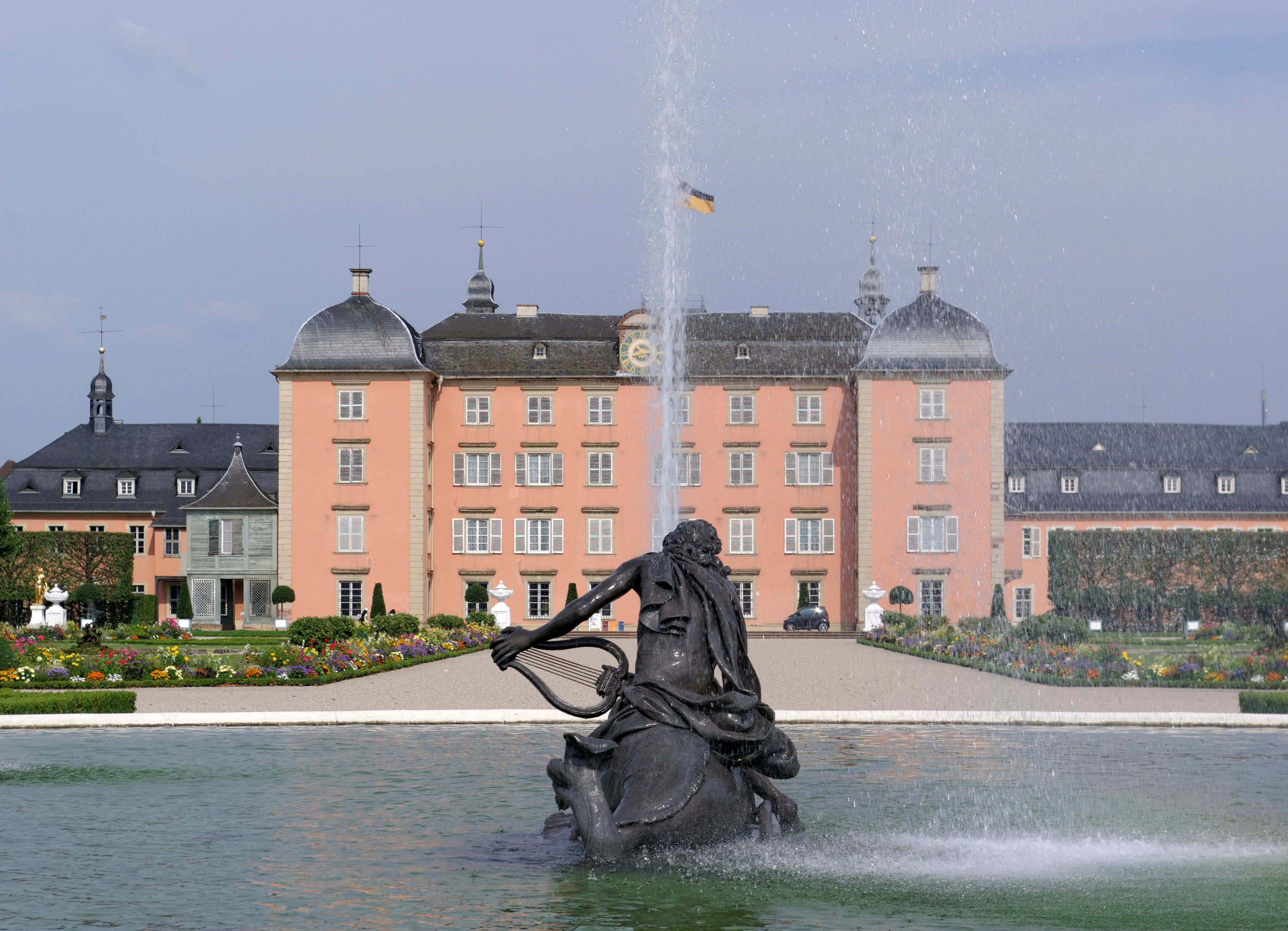
Château de Schwetzingen.
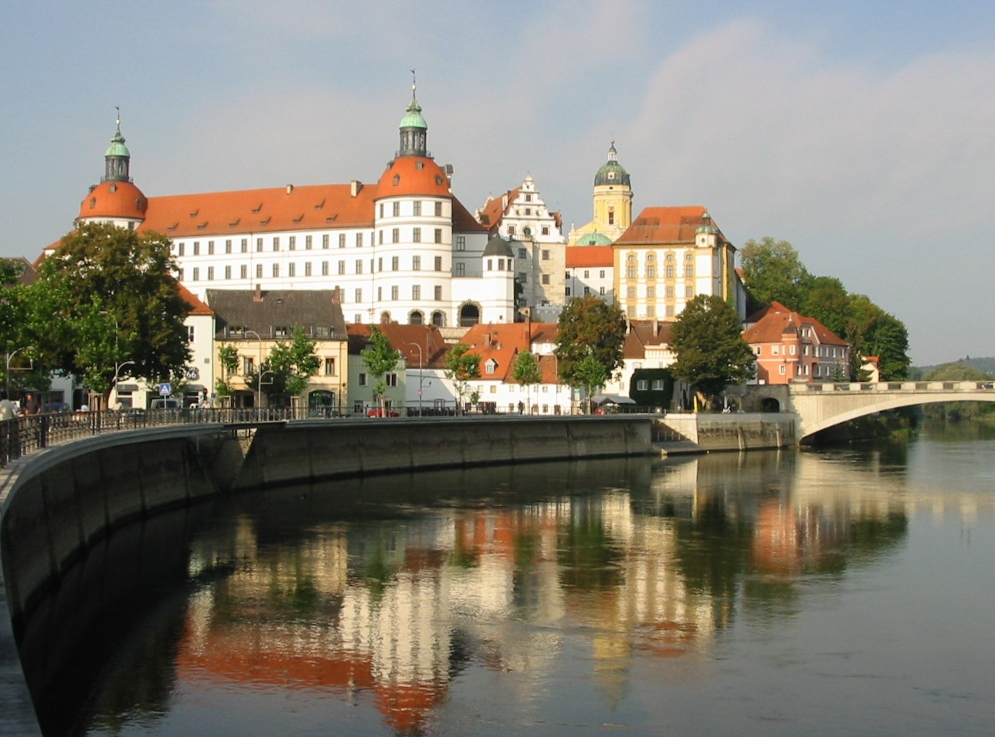
Château de Neubourg-sur-le-Danube.
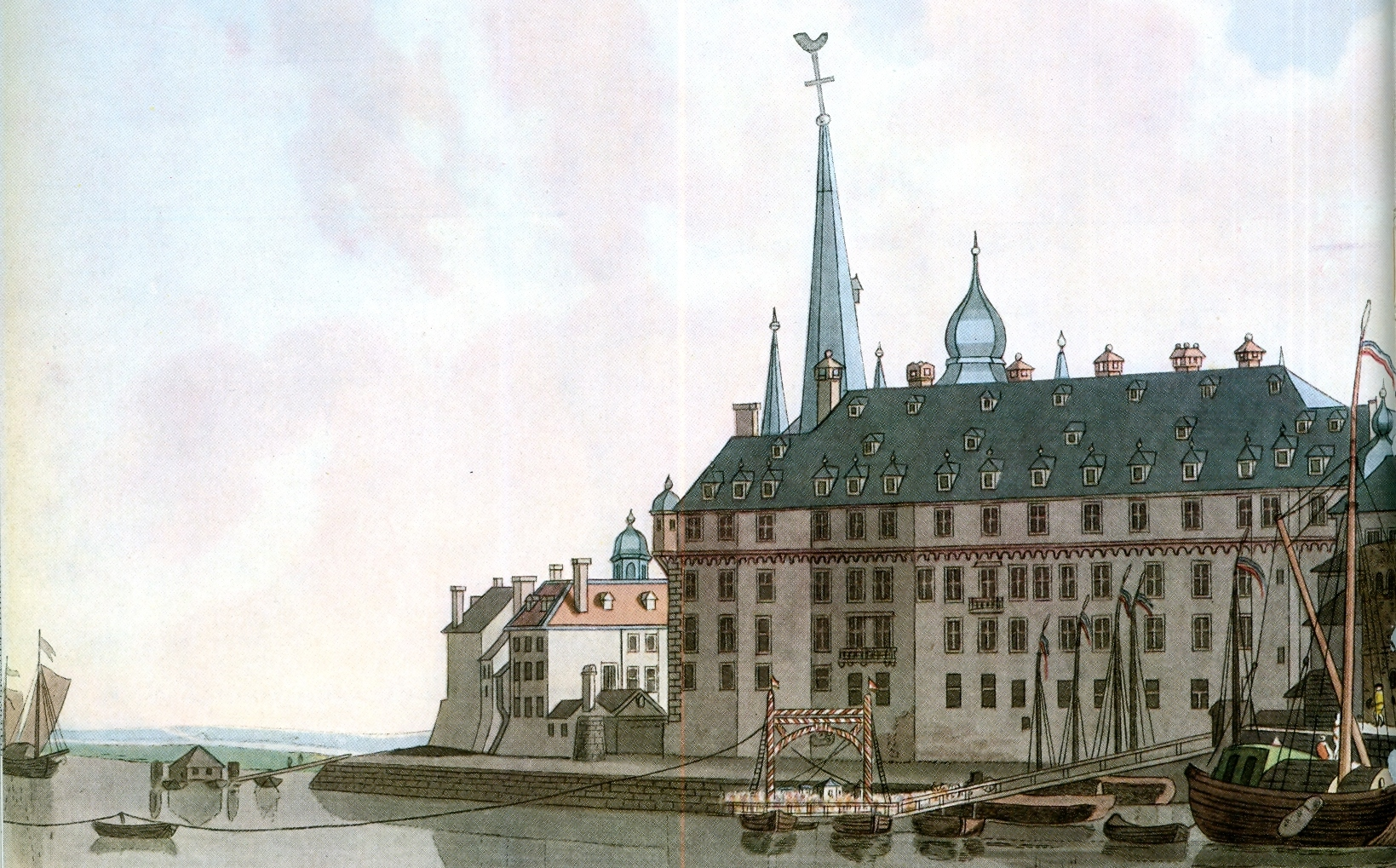
Château de Düsseldorf.
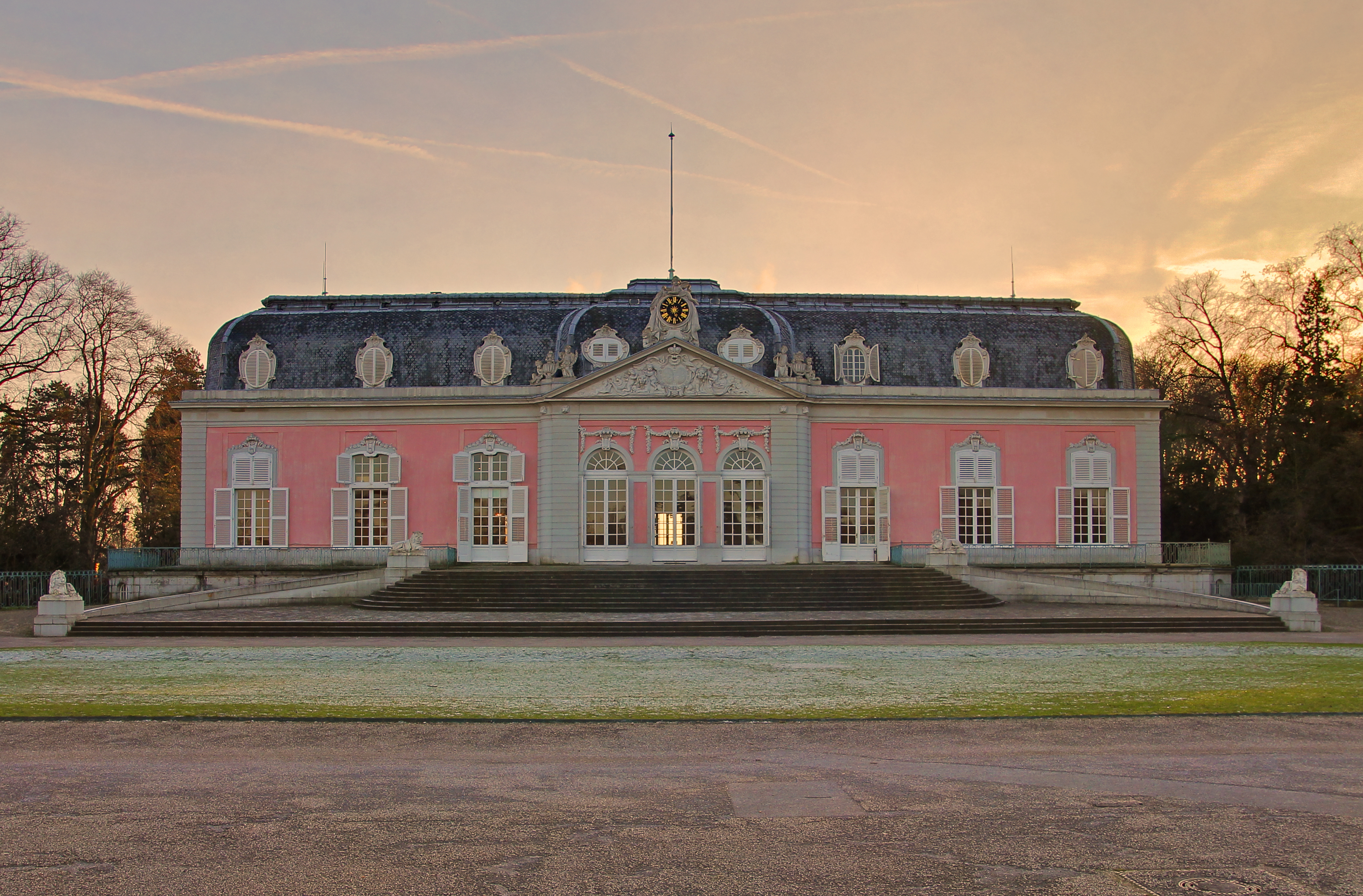
Château de Benrath à Düsseldorf.
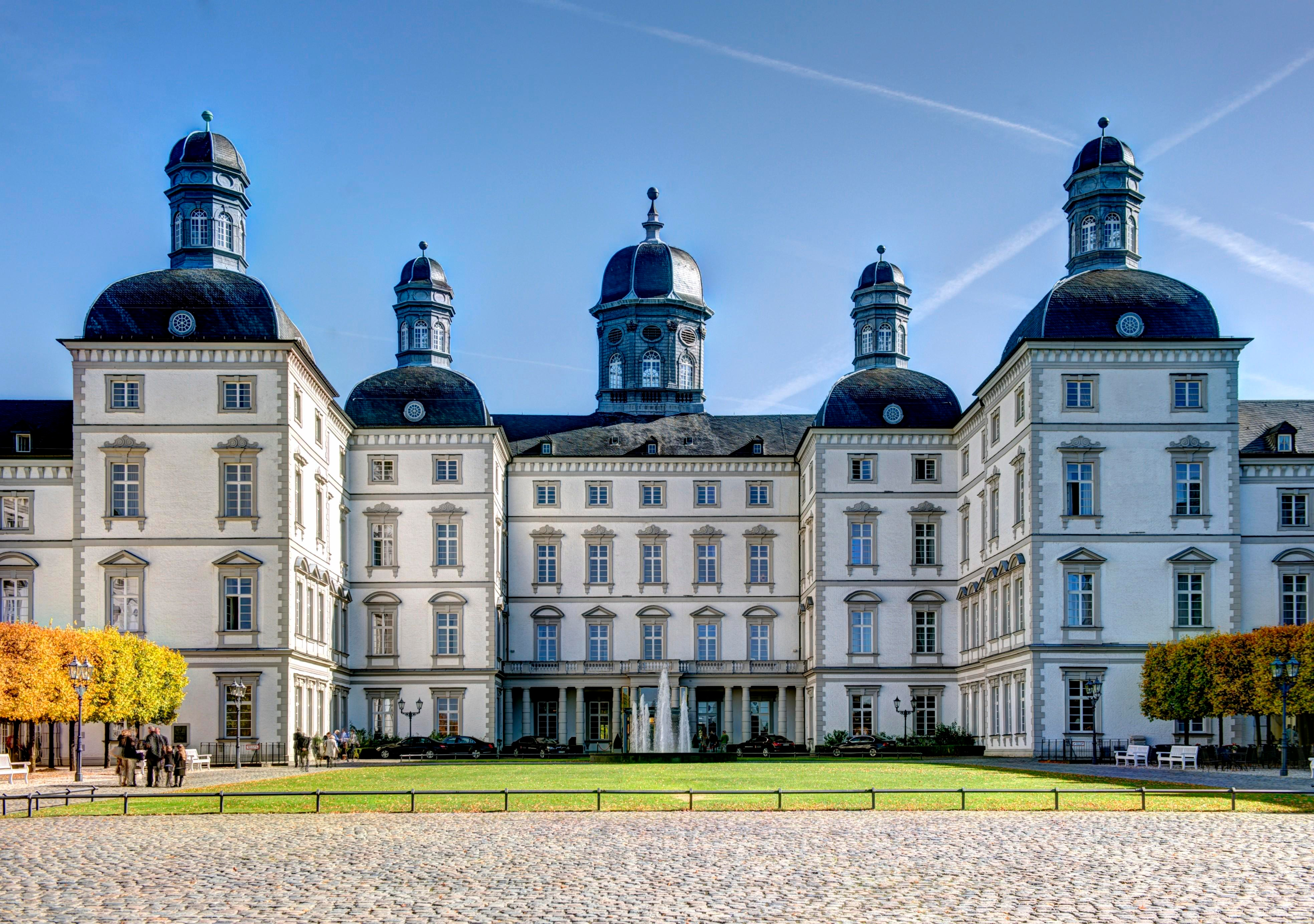
Château de Bensberg à Bergisch Gladbach.
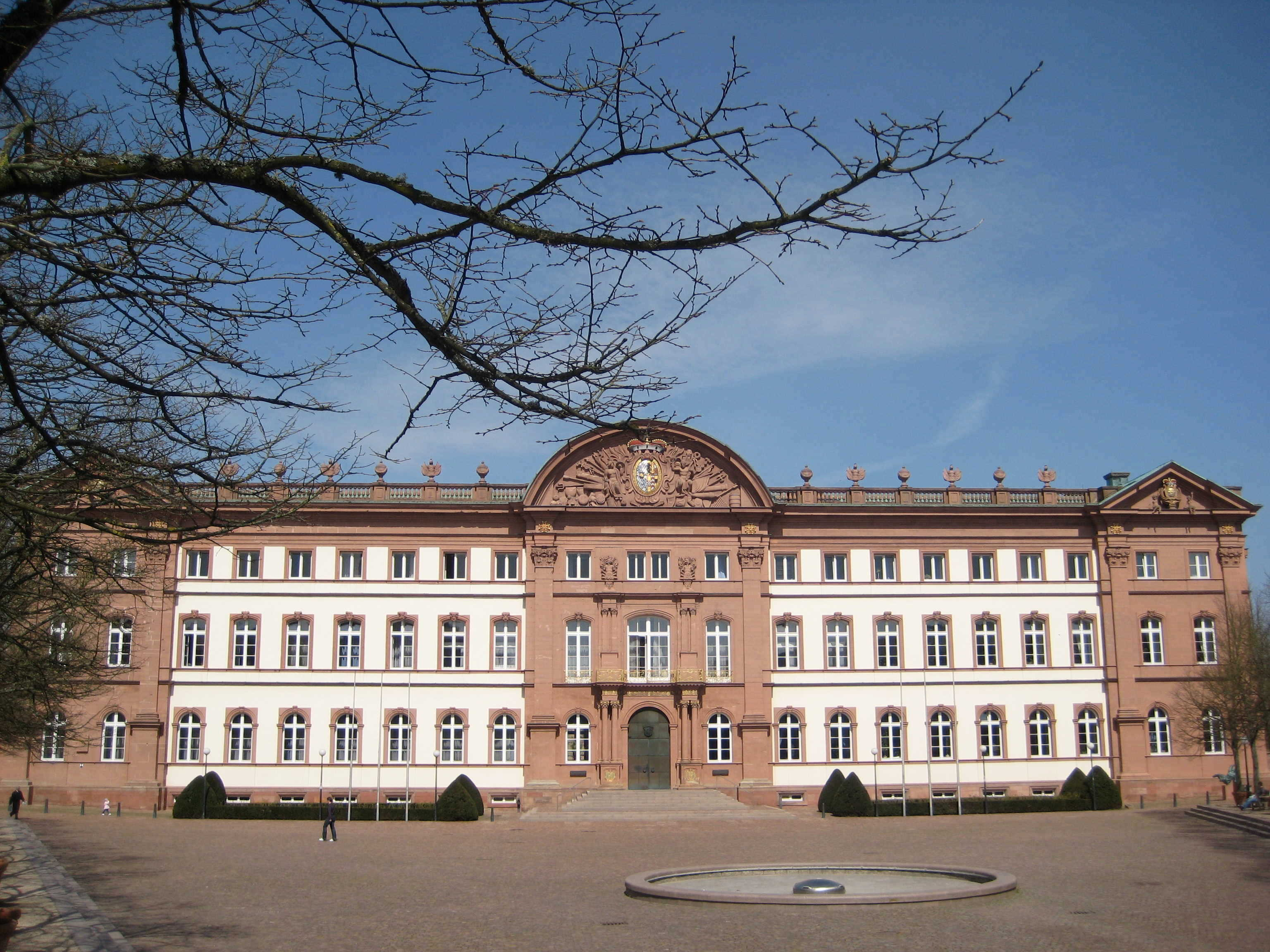
Château des Deux-Ponts.
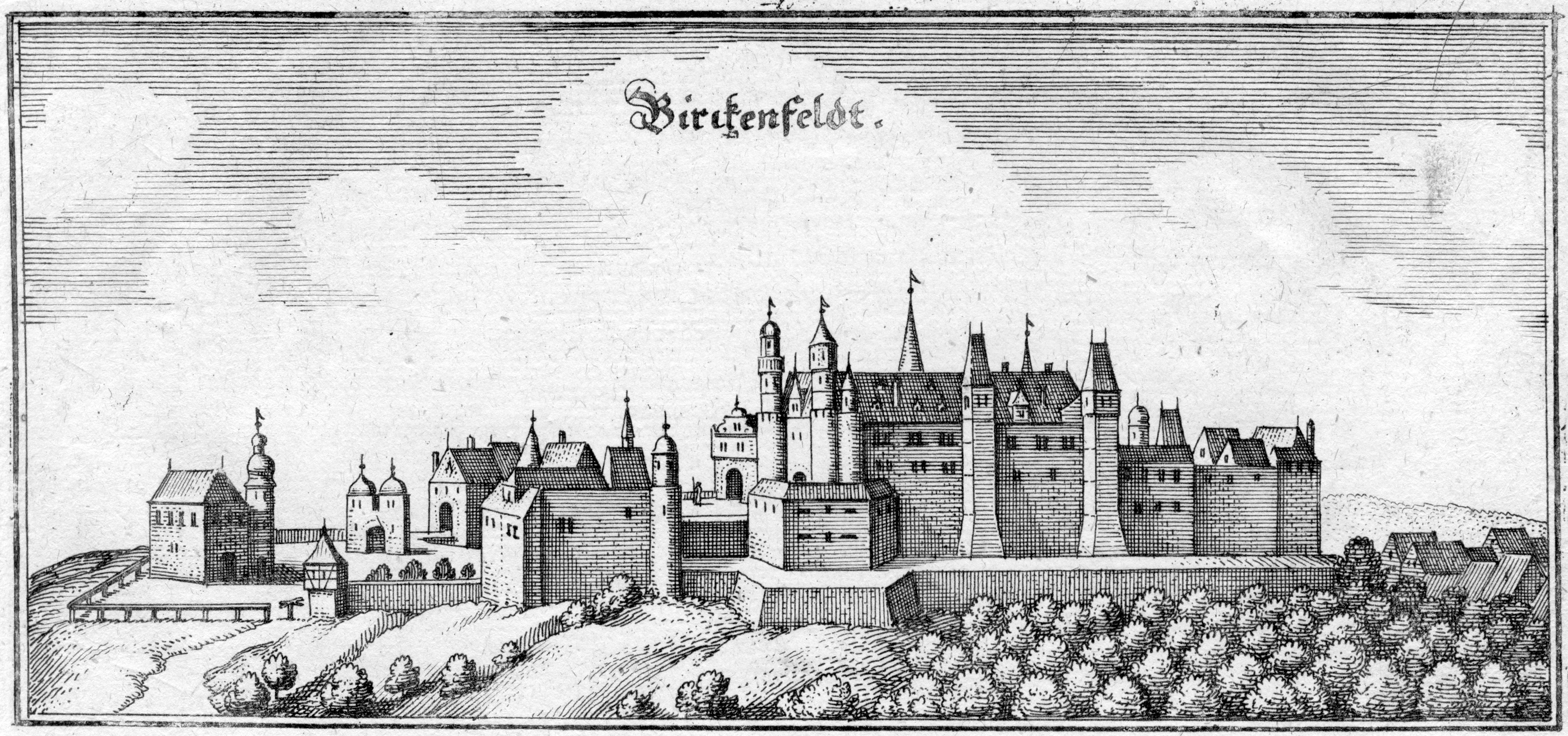
Château de Birkenfeld (1645).
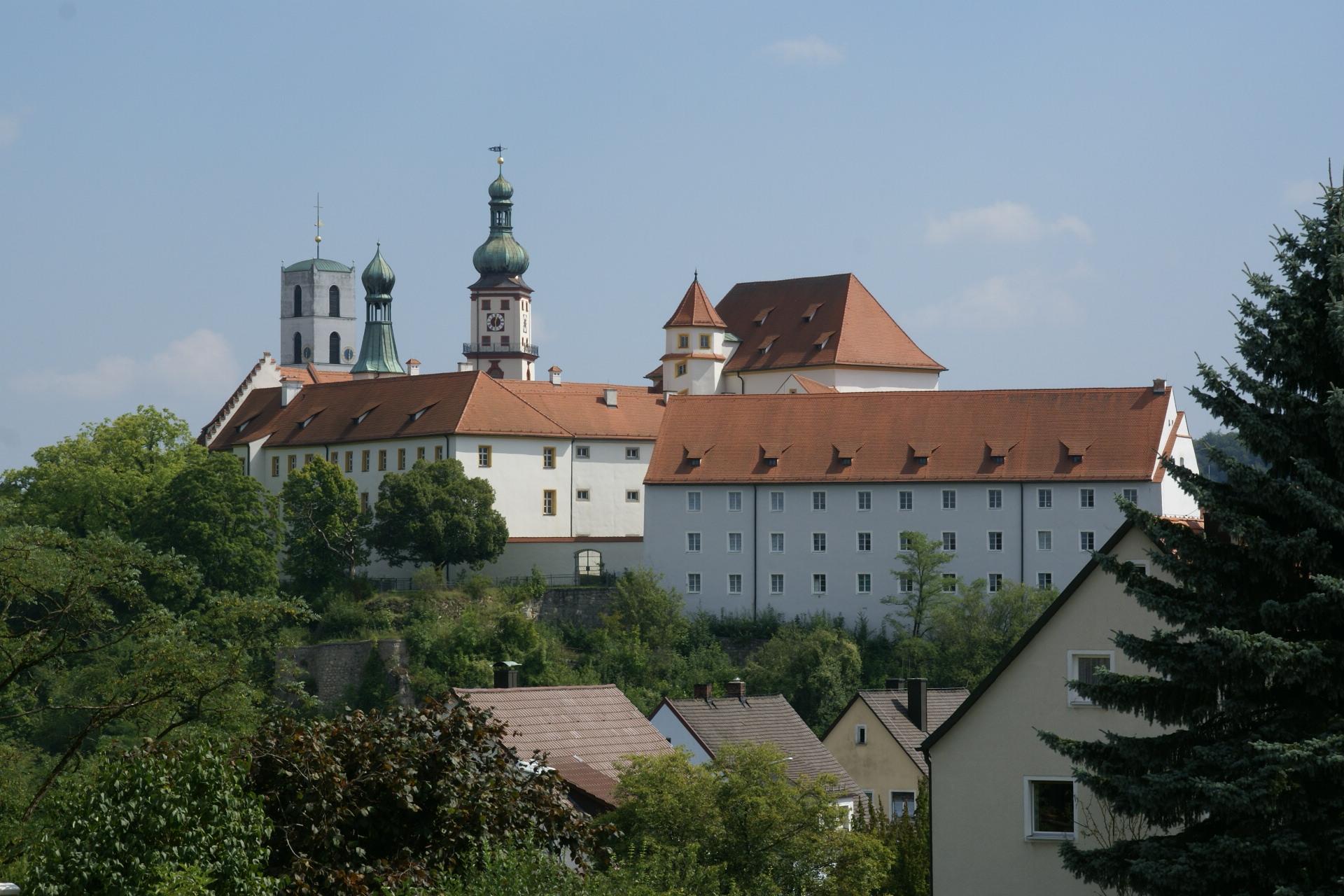
Château de Sulzbach.
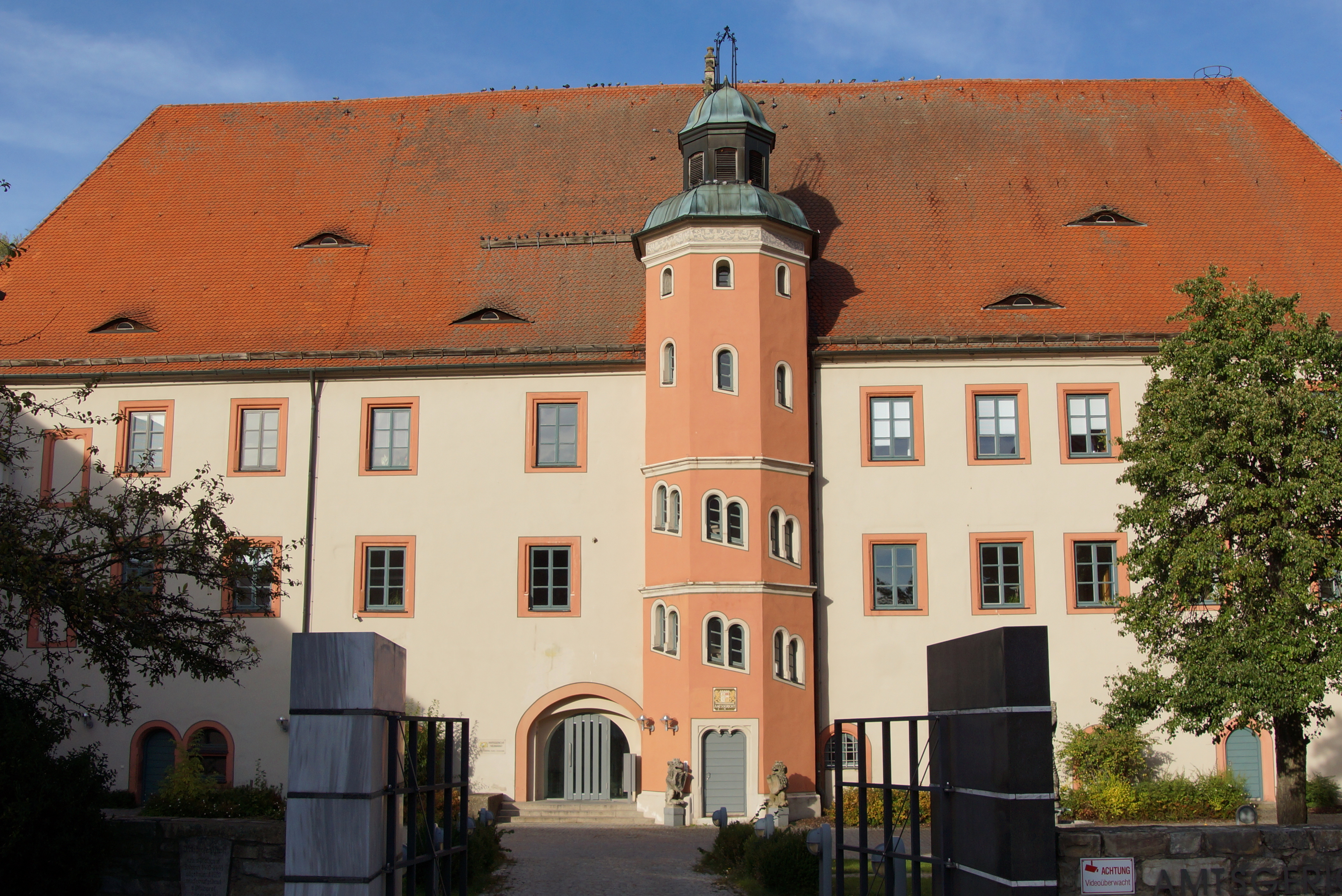
Château de Neumarkt in der Oberpfalz.
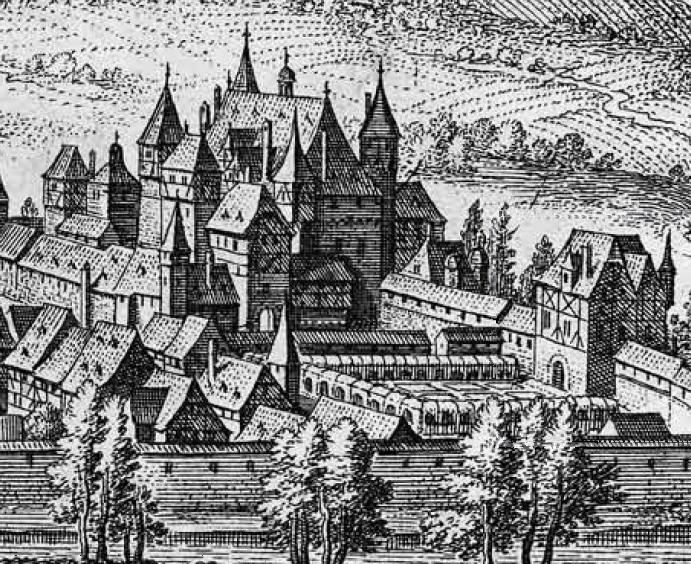
Château de Simmern (1648).

## Liste des électeurs palatins

### Premier électorat (1356-1648)
- 1356–16 février 1390 Robert Ier
- 16 février 1390–6 janvier 1398 Robert II, son neveu
- 6 janvier 1398–18 mai 1410 Robert III, son fils
- 18 mai 1410–30 décembre 1436 Louis III, son fils
- 30 décembre 1436–13 août 1449 Louis IV, son fils

- 13 août 1449–12 décembre 1476 Frédéric Ier, son frère
- 12 décembre 1476–28 février 1508 Philippe Ier, son neveu
- 28 février 1508–16 mars 1544 Louis V, son fils
- 16 mars 1544–26 février 1556 Frédéric II, son frère
- 26 février 1556–12 février 1559 Othon-Henri, son neveu
- 12 février 1559–26 octobre 1576 Frédéric III, fils de Jean II de Palatinat-Simmern, descendant de Robert III
- 26 octobre 1576–22 octobre 1583 Louis VI, son fils
- 22 octobre 1583–9 septembre 1610 Frédéric IV, son fils. Régence de Jean Casimir jusqu'en 1592.
- 9 septembre 1610–23 février 1623 Frédéric V, son fils. Élu roi de Bohême en 1619, il fut vaincu par les troupes impériales en 1620 et mis au ban de l'Empire en 1623; il mourut en exil.
- 23 février 1623–24 octobre 1648 Maximilien Ier, reçoit les biens et la dignité électorale de Frédéric V. Après les traités de Westphalie, il perd le Palatinat, mais conserve le rang de prince-électeur (en Bavière).

### Second électorat (1648-1777)
- 24 octobre 1648–28 août 1680 Charles Ier Louis, fils de Frédéric V. Restauré dans sa dignité électorale, avec un rang moindre.
- 28 août 1680–26 mai 1685 Charles II, son fils
- 26 mai 1685–2 septembre 1690 Philippe-Guillaume, son cousin
- 2 septembre 1690–8 juin 1716 Jean-Guillaume, son fils
- 8 juin 1716–31 décembre 1742 Charles III Philippe, son frère
- 31 décembre 1742–30 décembre 1777 Charles IV Théodore, son cousin éloigné. Dernier électeur palatin, le Palatinat perd sa voix au collège électoral près qu'il hérite de l'électorat de Bavière.

## Source
Marie-Nicolas Bouillet  et Alexis Chassang (dir.), « Palatinat du Rhin » dans Dictionnaire universel d’histoire et de géographie, 1878 (lire sur Wikisource)